# ジョン・ディーン

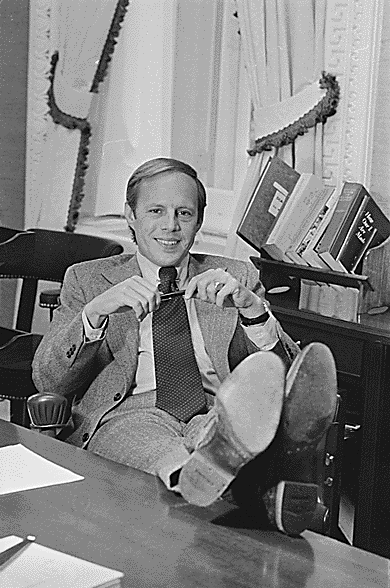
ジョン・ディーン (1973)

ジョン・ウェズレー・ディーン3世（John Wesley Dean III, 1938年10月14日 - ）は、1970年から1973年までリチャード・ニクソン大統領の法律顧問。ウォーターゲート事件の首謀者であり、そのもみ消しに奔走して、その後訴追免除と引き換えに上院ウォーターゲート特別委員会で重要証言を行った人物。オハイオ州アクロン出身。

## ウォーターゲート事件
彼はニクソン政権下でウォーターゲート事件に深く関わり、事件発覚直後に、すぐに事件もみ消しに加担し、重要な証拠をFBI長官代行に処分させ、CIAを使ってFBIの事件調査を中止させるように画策した。事件発生の6日後にニクソン大統領にハルデマン補佐官が直接事件について説明して、国家安全保障の観点からCIAを使ってFBIの捜査を終わらせる方針が決まり、ディーンがCIA副長官に要求している(これはFBIから拒否された)。後にこれが早い段階で大統領がもみ消し工作を承認したこととなり、しかもこの時のニクソンとハルデマン補佐官の会話(1972年6月23日)を録音したテープの存在が明らかになって以降はこの証拠となるテープの公開が焦点となって、最終局面でニクソンが連邦最高裁の判決に従ってテープを提出後にその事実が明らかになった時点で、ニクソン大統領は政治生命を失うこととなった。
またディーンはCIA副長官に民主党本部に不法侵入し逮捕されたメンバーの生活保障を要求してCIAに拒否されている。
そして翌年春に上院ウォーターゲート特別委員会の最重要参考人のうちの一人になり、訴追免除と引き換えに議会証言を行い、元司法長官ジョン・N・ミッチェル（大統領再選委員会責任者）を含む、多くの政権幹部が事件に関与していることを証言し、ニクソン大統領の事件関与を初めて明らかにした。
なお「彼の委員会での冒頭声明でホワイトハウスの録音システムの存在が明らかになり、録音テープが後にニクソン有罪の決定的証拠となった」という言説があるが、彼はもともと録音テープの存在は知らず、ホワイトハウススタッフのバターフィールドの証言で初めて録音テープの存在が明らかになったもので、ディーンが録音テープについて証言したことはない。しかし彼は盗聴されていると感じていたことは述べている。

## 人物
彼はゴールドウォーター上院議員（アリゾナ州選出の保守派、1964年の共和党大統領候補）の息子のバリー・ゴールドウォーター・Jrとプレップ・スクールの同級生であり、同上院議員一家と親しかった。
彼の出世のきっかけはトーマス・ヘニングス上院議員の娘婿となり上院司法委員会スタッフとなったことである（後に離婚し、ロサンゼルス出身のモーリーンと結婚）。その縁で司法長官のスタッフになり、さわやかで明快な説明がジョン・ミッチェル司法長官の目にとまり、ジョン・アーリックマン大統領補佐官が法律顧問から内政担当補佐官に昇格したとき、ミッチェルの推薦で法律顧問になった。
ニクソンの後に大統領に昇格したフォード大統領は、その回顧録の中で「数年前からディーンを知っていたが、最初は非常に有能だと思ったが、他の共和党議員のご機嫌を取りながら点数を稼ぐ男であった。」「そんな男がどうしてホワイトハウスで働くようになったのか分からない。」「最初に議会の司法委員会のスタッフとして入ったが、辞めた時には惜しいと思われるような男ではなかった。」と彼に対する辛辣な評価を書いている。

## 後日
ホワイトハウスを出てからのディーンは投資銀行に勤める傍ら、著述家として多くの回顧録を出版した。2004年にWorse than Watergate: The Secret Presidency of George W. Bush、2006年に Conservatives without Conscienceを著し、ジョージ・W・ブッシュ政権と共和党、ネオコン、宗教右派を痛烈に批判し、ブッシュ大統領の弾劾キャンペーンを支援したことから、再び注目を浴びることとなった。これを機にリベラル系のメディア（MSNBCとアル・ゴアが経営していたCurrent TV）にコメンテーターとして定期的に出演した。2008年にはバリー・ゴールドウォーターの長男のバリー・ゴールドウォーター・Jr（元カリフォルニア州選出下院議員）との共著でPure Goldwaterを出版している（ディーンはニクソンとゴールドウォーターに師事した直系の弟子であり、Conservatives without Conscienceは本来バリー・ゴールドウォーターと共に1980年代にレーガン政権を批判して書いた内容を現代に書き直したものだ、と主張している）。

## その他
ディーンの副顧問を勤めたフレッド・フィールディングは、その後1980年代にレーガン政権の主席法律顧問になり、2000年代に9.11委員会の主席顧問となった。